# Westheim (Hammelburg)
Westheim ist ein Gemeindeteil der Stadt Hammelburg im unterfränkischen Landkreis Bad Kissingen in Bayern.

## Geographische Lage
Das Kirchdorf Westheim liegt östlich von Hammelburg und in direkter Nachbarschaft von Langendorf, einem Gemeindeteil von Elfershausen. Östlich von Westheim verläuft in Nordsüd-Richtung die A 7. Die durch Westheim verlaufende Kreisstraße KG 12 führt westwärts nach Hammelburg. Die Kreisstraße KG 37 führt in nordöstlicher Richtung nach Elfershausen und mündet in südöstlicher Richtung, an Langendorf vorbeiführend, in die Bundesstraße 287, die südwestlich von Westheim in Nordost-Südwest-Richtung an Windheim vorbeiführt.

## Geschichte
Die erste bekannte dokumentarische Erwähnung erfolgte etwa im Jahr 700. Schon ab dem 8. Jahrhundert wechselte der Ort mehrfach den Besitzer. In dieser Zeit rangen die Fürstbischöfe von Würzburg und die Äbte von Fulda um das Besitzrecht. Die erste urkundliche Erwähnung erfolgte am 1. Januar 953 in einer Schenkungsurkunde an das Kloster Fulda von Otto I. Im Jahr 1234 wurde Westheim an das Hochstift Würzburg veräußert. Die Spannungen um das Besitzrecht wurden im Jahr 1508 beigelegt, als Fulda und Würzburg den Ort jeweils zur Hälfte untereinander aufteilten.
Im 16. und 17. Jahrhundert entstand die jüdische Gemeinde Westheims, die unter dem Schutz der Herren von Erthal stand. Die Synagoge des Ortes entstand im Jahr 1768; hier wurden bis Ende 1936 Gottesdienste abgehalten. Die jüdischen Verstorbenen des Friedhofs wurden auf dem jüdischen Friedhof in Pfaffenhausen bestattet. 
Im Zuge der Novemberpogrome 1938 kam es am 10. November 1938 in Westheim zu schweren gewalttätigen Ausschreitungen von auswärtigen SA-Sturmverbänden und zur Schändung der Synagoge mit teilweiser Zerstörung der Inneneinrichtung. Männer des SA-Sturms Hammelburg und Bad Kissingen fuhren mit einem Lkw um die Mittagszeit, um ca. 13 Uhr am 10. November 1938, nach Westheim, um dort den Pogrombefehl von Joseph Goebbels zu vollziehen. 
Die jüdischen Familien, die noch am Ort wohnten, waren vorgewarnt durch das Pogromgeschehen, das sich am frühen Morgen desselben Tages in Hammelburg ereignet hatte. Die Westheimer Juden verriegelten ihre Hoftore und Haustüren. Mit brachialer Gewalt brachen die auswärtigen Pogromschläger in die jüdischen Höfe und Häuser ein und zerschlugen und verwüsteten dort in barbarischer Weise die Inneneinrichtung. Danach wurden die jüdischen Männer des Ortes auf den Lkw der SA getrieben und in das Amtsgerichtsgefängnis Hammelburg gefahren.
Im März 1939 wurde die Westheimer Synagoge nach einem Besitzerwechsel zu einem Holzlager umfunktioniert. Heute ist das einstige jüdische Gotteshaus ein Privathaus, eine kleine Tafel erinnert an die einstige Funktion des Gebäudes. Der Rokoko-Thoraschrein der 1768 erbauten Synagoge überlebte die Gewaltaktionen der SA am 10. November 1938 und ist heute im Mainfränkischen Museum Würzburg zu sehen. Der für die Pogrome im Kreis Hammelburg verantwortliche, damals 26-jährige SA-Sturmführer, Karl Hartmann, geboren 1911 im Lager Hammelburg, ist 1941 im Russlandkrieg gefallen und konnte nach 1945 für seine schweren Straftaten, die er am 10. November 1938 in allen jüdischen Gemeinden des Kreises Hammelburg vollziehen ließ und selbst eigenhändig mitausführte, nicht zur Verantwortung gezogen werden. 
Seit 2013 erinnert ein Gedenkstein und eine Gedenktafel an die jüdischen NS-Opfer. Er wurde durch eine Skulptur ergänzt, die im Rahmen des unterfränkischen Gedenk-Projektes DenkOrt Deportationen 1941-1944 erstellt wurde. Der Platz vor der ehemaligen Synagoge wurde nach dem Vorsteher der jüdischen Gemeinde Benjamin Hirschenberger benannt.
Im Rahmen der Gebietsreform in Bayern wurde Westheim am 1. Januar 1971 nach Hammelburg eingemeindet.

## Persönlichkeiten
- Maternus Reuß (1751–1798), fränkischer Benediktiner, Philosoph und Hochschullehrer